# Primula capitata
Primula capitata là một loài thực vật có hoa trong họ Anh thảo. Loài này được Hook. miêu tả khoa học đầu tiên năm 1850.

## Hình ảnh

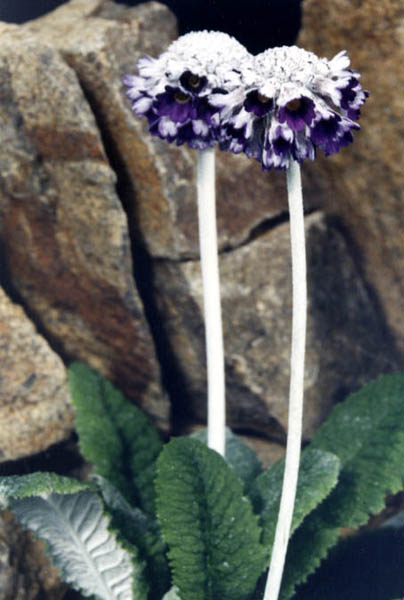
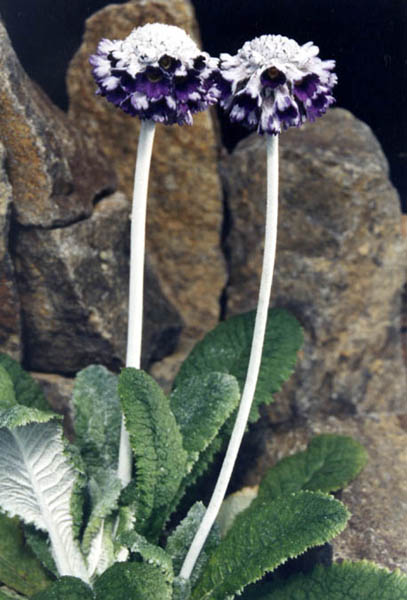
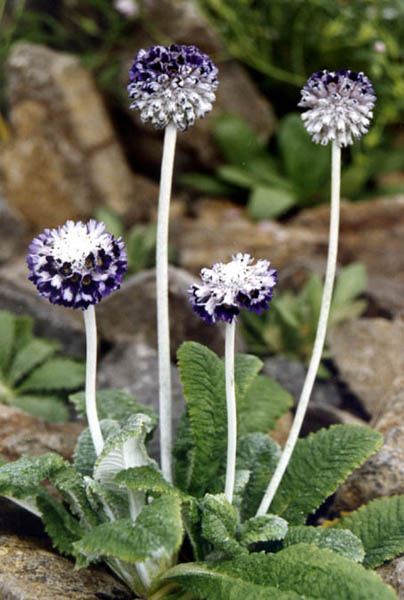
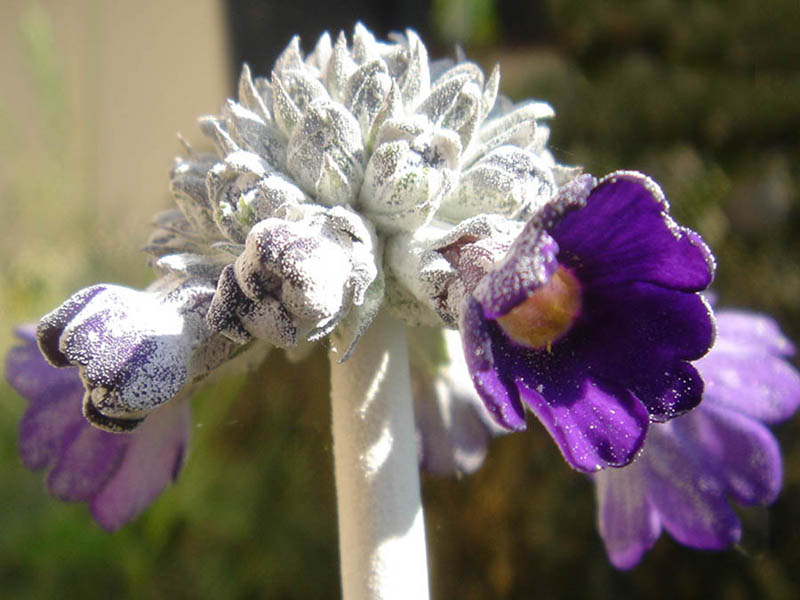